# Roseraie de Saverne
Het Roseraie de Saverne is een 1,5 hectare groot rosarium in de Franse gemeente Saverne in de Elzas. Het rosarium ligt in de stad aan de zuidelijke oever van de rivier de Zorn. Het bevat ongeveer 800 verschillende rozencultivars. Het rosarium bevindt zich op een iets lager niveau dan zijn omgeving. De zacht glooiende randen zijn beplant met bodenbedekkende rozen. In het midden van het rosarium staat een neoclassicistisch paviljoen dat wordt gebruikt voor evenementen. 
Net buiten de stad ligt ook de 'Jardin botanique du col de Saverne' met een inheemse plantencollectie.

## Geschiedenis
Het rosarium werd in 1898 opgericht door de 'Société alsacienne et lorraine des amis des roses' (Elzas-Lotharingense vereniging van rozenvrienden). Het initiatief kwam van rozenkweker Louis Walter (1866-1941), die de vereniging in hetzelfde jaar had opgericht. Zijn gedenkteken bevindt zich op het terrein van het rosarium. De plannen voor het rosarium zijn gemaakt door de rozenkweker Peter Lambert uit Trier. Saverne en Elzas-Lotharingen behoorden in die tijd tot het Duitse Keizerrijk, de Duitse naam van Saverne is Zabern. 
Al in de eerste zes maanden van het bestaan van de rozenvereniging steeg het aantal leden van 25 naar 90. De eerste uitbreiding van het park vond plaats in 1911. In dat jaar werden de stad en het park overvlogen door luchtvaartpionier Léon Lecomte (1880-1911), die datzelfde jaar dodelijk verongelukte. Ook van Lecomte bevindt zich in het rosarium een gedenkteken en in 1914 vernoemde Louis Walter een roos naar hem.
In 1923 vierde de rozenvereniging haar 25-jarig bestaan met een bloemencorso dat 30.000 bezoekers trok. In 1924 organiseerde de rozenvereniging in het rosarium haar eerste internationale rozencompetitie. Sindsdien wordt de internationale rozencompetitie jaarlijks herhaald. Saverne was de tweede stad in Europa die zo'n competitie opzette, de eerste was die in het Parc de Bagatelle bij Parijs. 
In 1931 bezocht de voormalige Franse president Raymond Poincaré het rosarium. In 1937 won een nieuwe roos van de Zwitserse rozenkweker Emil Heizman in de rozenwedstrijd de gouden medaille. De roos werd gedoopt onder de naam 'Ville de Saverne' en Saverne werd uitgeroepen tot 'cité des roses' (rozenstad).
In 2003 ontving het rosarium van de 'World Federation of Rose Societies' de 'Award of Garden Exellence'. Sinds 2004 wordt het rosarium niet meer beheerd door de rozenvereniging, maar door de gemeente Saverne. De rozenvereniging blijft wel als sponsororganisatie bestaan.

### Impressies uit het rosarium

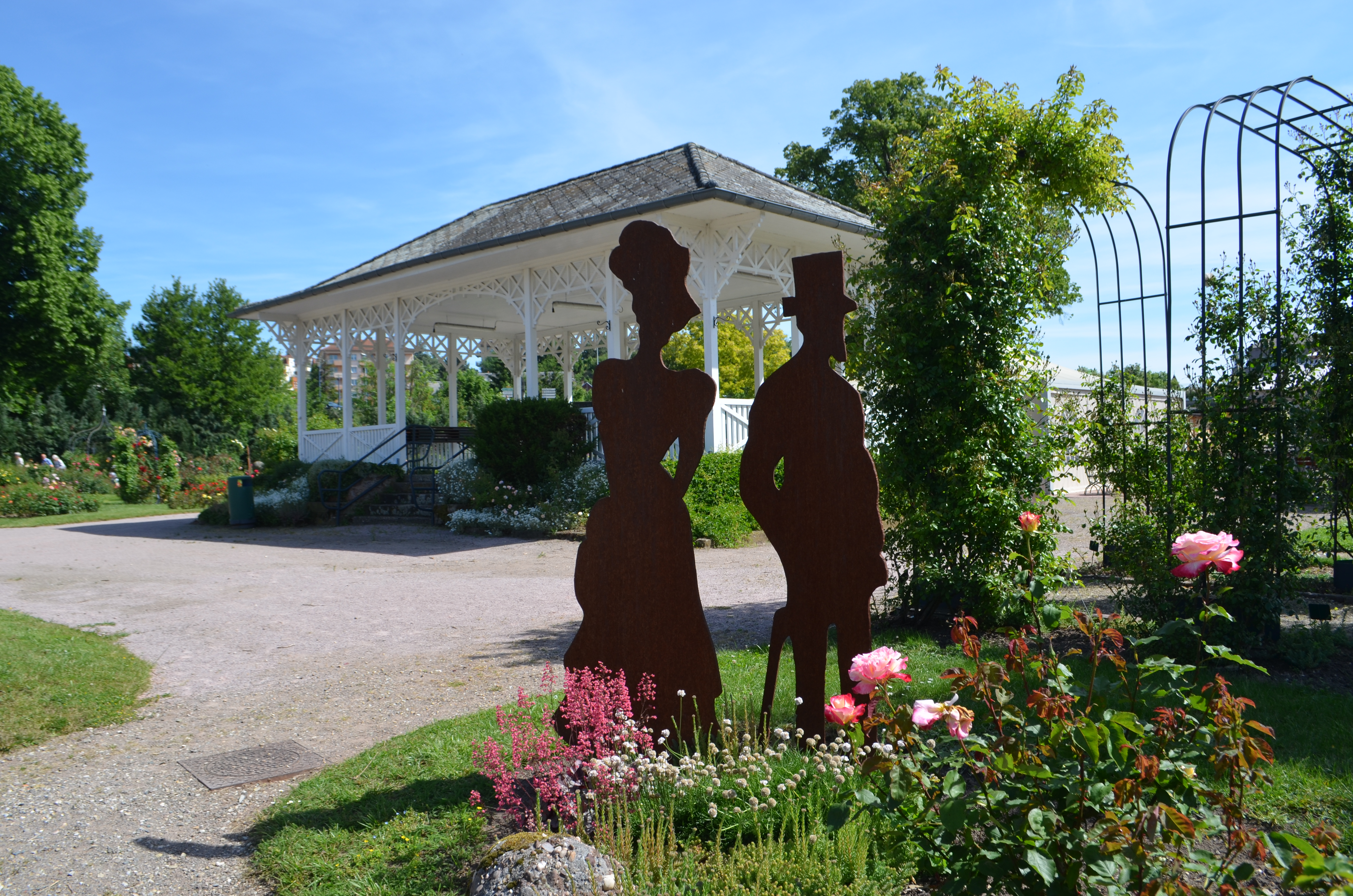
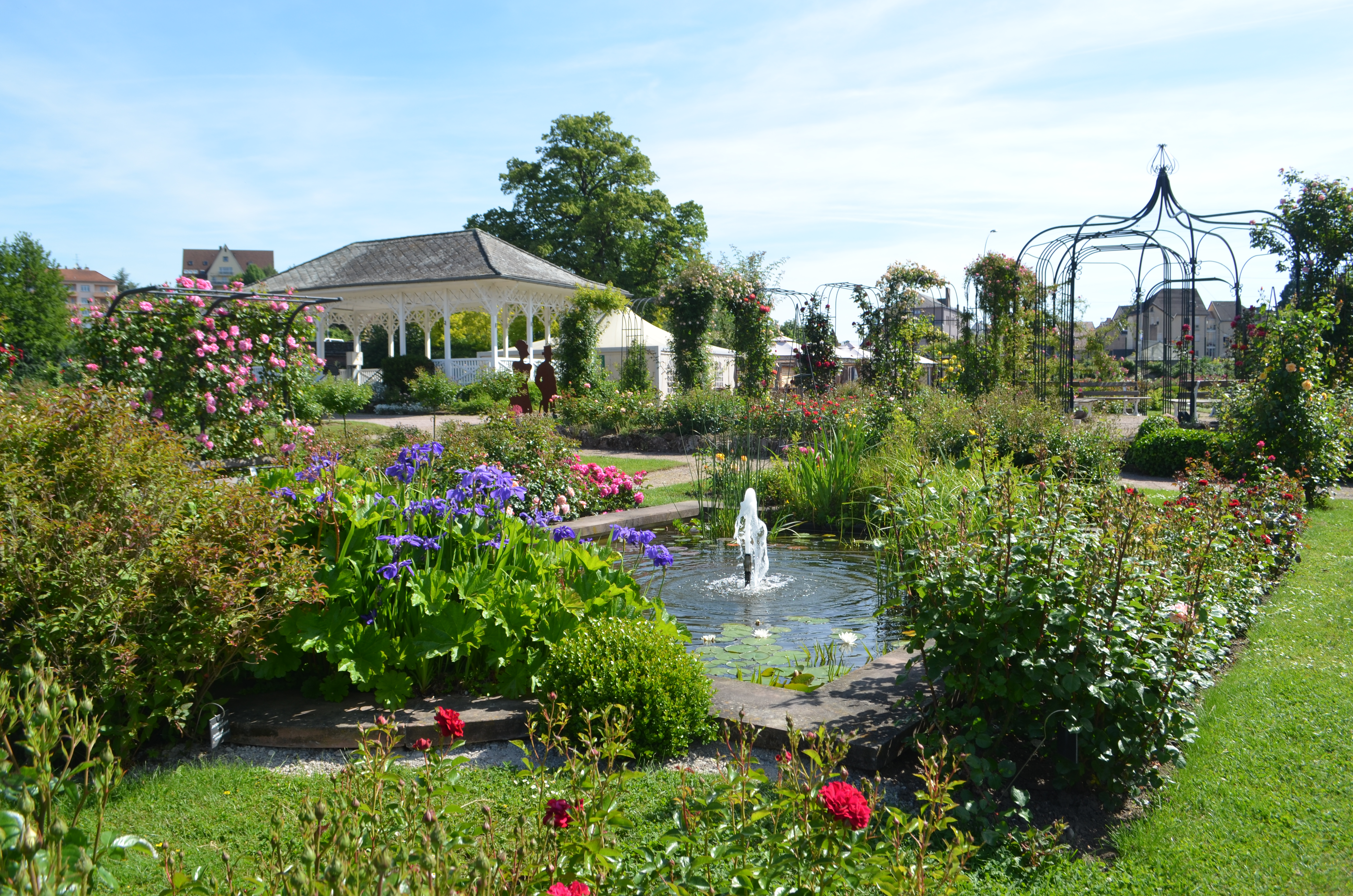
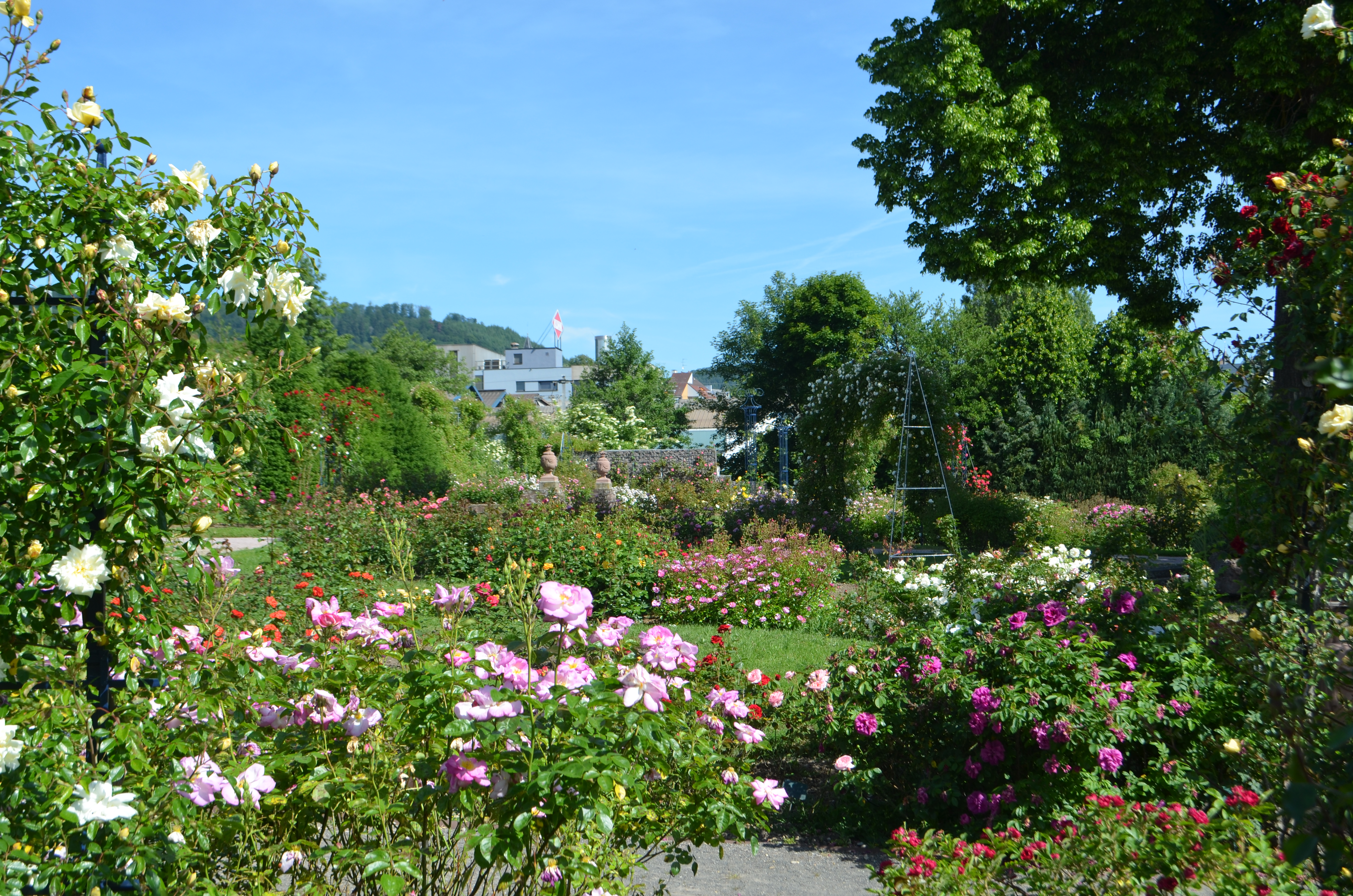

## Afbeeldingen

### Monumenten

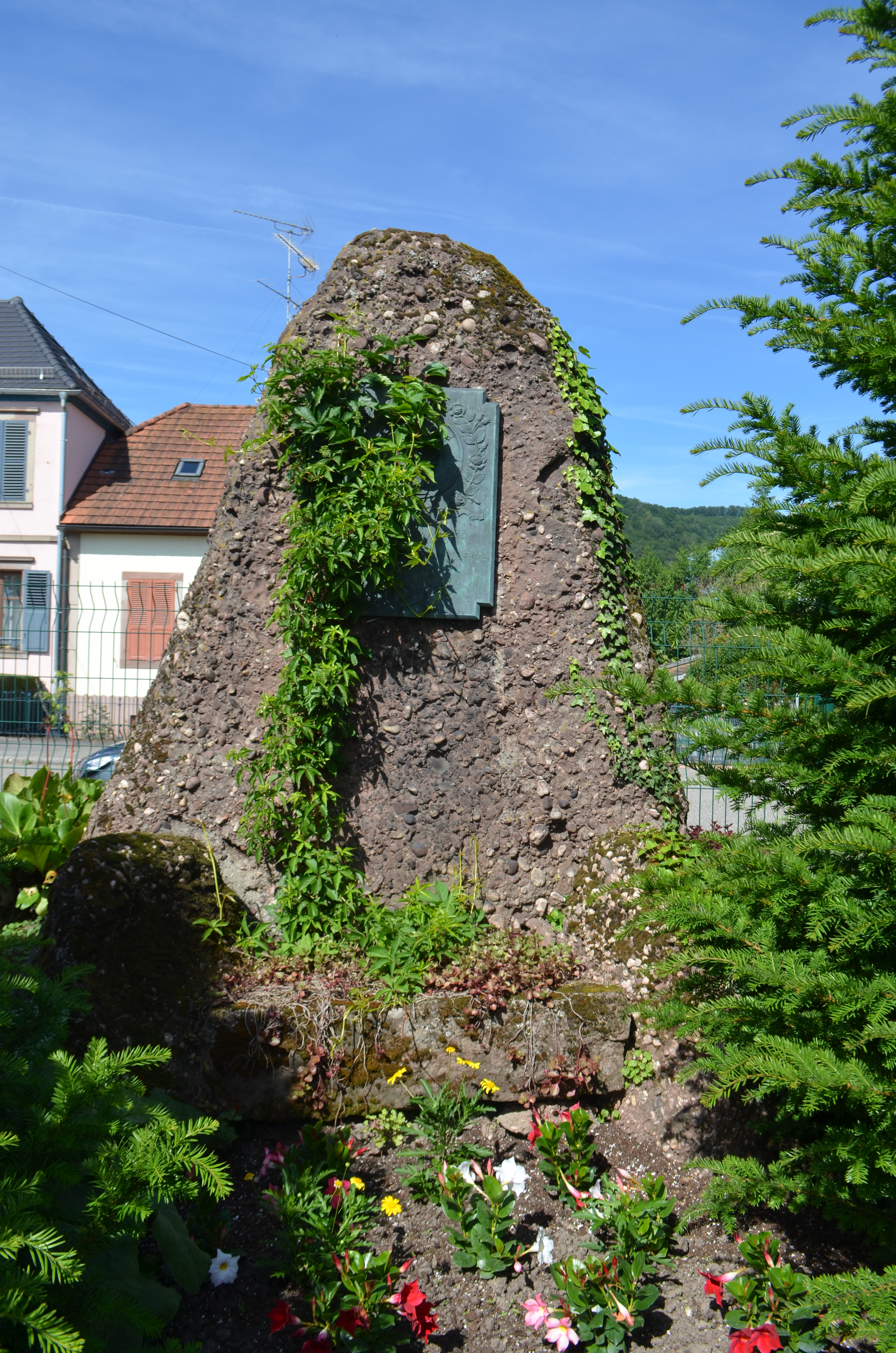
Gedenkteken voor Louis Walter
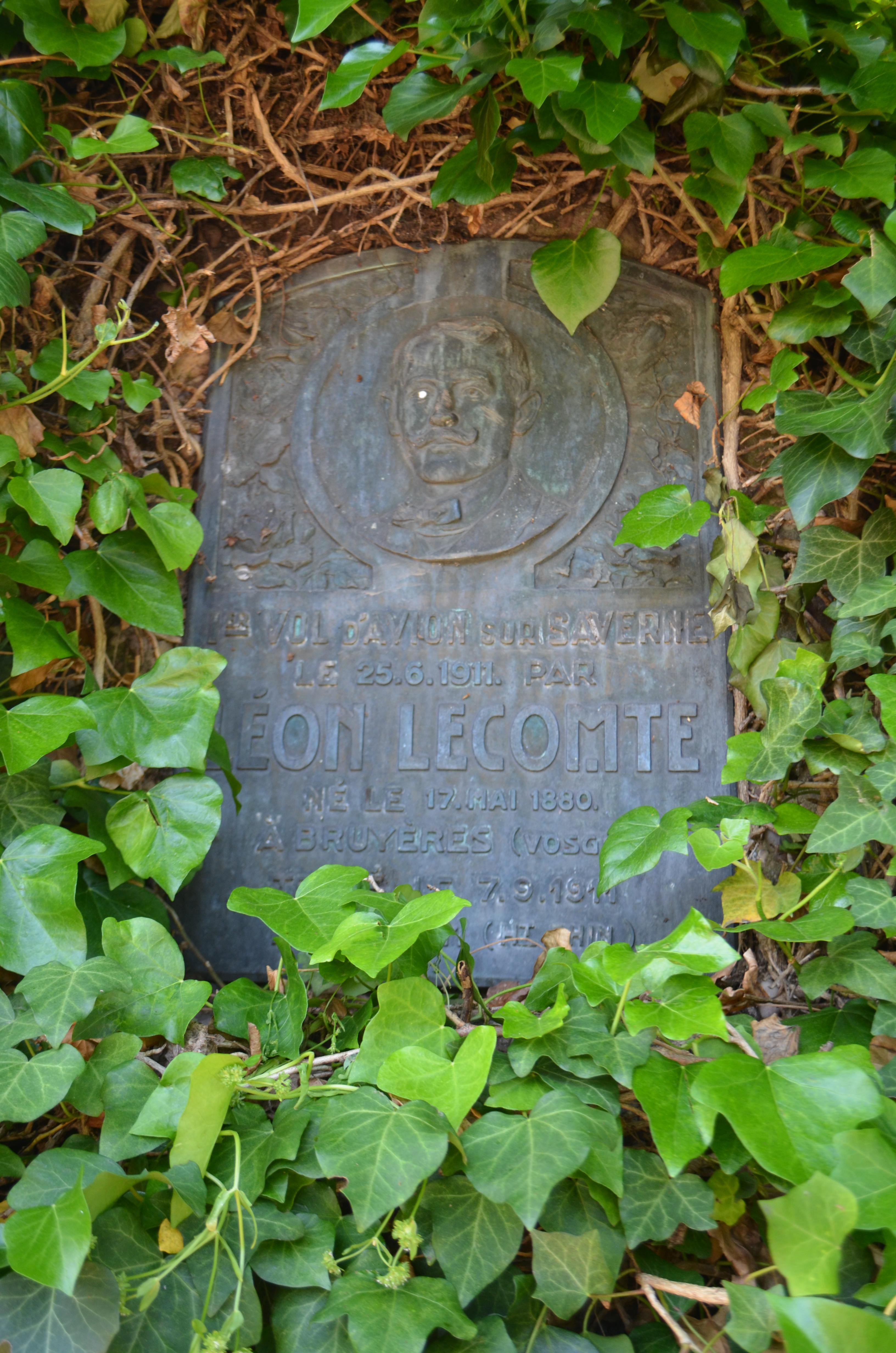
Gedenkteken voor Léon Lecomte